# Cleonymia yvanii
Cleonymia yvanii là một loài bướm đêm trong họ Noctuidae.